# Chipola
De Chipola is een rivier met een lengte van 149 km die stroomt door de Florida Panhandle en uitmondt in de Apalachicola. Het is een heldere rivier die stroomt in een bedding van kalksteen. Een deel van de loop van de Chipola loopt door Florida Caverns State Park.